# Karczmiska (Leopoldów)
Karczmiska – część wsi Leopoldów w Polsce położona w województwie lubelskim, w powiecie ryckim, w gminie Ryki.
W latach 1975–1998 miejscowość należała administracyjnie do ówczesnego województwa lubelskiego.